# Olle Björklund
Sven Olof (Olle) Konstantin Björklund, född 28 juni 1916 i Botkyrka församling, Stockholms län, död 27 mars 1981 i Örkelljunga, var en svensk skådespelare och TV-journalist.

## Biografi
Björklund genomgick Högre Latinläroverket i Göteborg, Lorensbergsteaterns elevskola 1933–1934, Reimanschule 1934–1935. Royal Academy of Dramatic Art 1936. Han filmdebuterade 1935. Björklund var engagerad vid AB Svensk Filmindustri 1937–1938, samt vid Vasateatern i Stockholm 1938–1939. Han anställdes vid TV på 1950-talet, läste från 1958 nyheterna i TV:s Aktuellt och fick smeknamnet Mr Aktuellt.
Olle Björklund tvingades att sluta vid TV den 5 juli 1961, efter det att han turnerat i folkparkerna mot TV-chefen Nils Erik Bæhrendtz uttryckliga vilja. Han medverkade som gäst i Allsång på Skansen. Den 20 oktober 1964 återkom Björklund i TV-rutan, då han som gäst hos Ulf Thorén läste en dikt om dragspel av Harry Martinson.
Olle Björklund var gift med Ylva, född Dahlström men skildes 8 oktober 1959. Barn: Tony Marianne (född 1939).
Han ligger begraven på Örkelljunga kyrkogård.

## Filmografi (urval)
- 1936 – Janssons frestelse
- 1937 – John Ericsson – segraren vid Hampton Roads
- 1938 – Dollar
- 1939 – Filmen om Emelie Högqvist
- 1952 – En fästman i taget
- 1953 – Kungen av Dalarna
- 1954 – Herr Arnes penningar
- 1962 – Åsa-Nisse på Mallorca
- 1962 – Vita frun
- 1963 – Tre dar i buren
- 1981 – Det finns inga smålänningar (TV-serie)
- 1981 – Olsson per sekund eller Det finns ingen anledning till oro

## Teater

### Roller
| År   | Roll        | Produktion                              | Regi                | Teater       |
| ---- | ----------- | --------------------------------------- | ------------------- | ------------ |
| 1939 | Adjutanten  | Kungens komedi Oscar Rydqvist           | Martha Lundholm     | Vasateatern  |
| 1961 | Förläggaren | Det är aldrig för sent Felicity Douglas | Åke Falck           | Intiman      |
| 1964 |             | Den stora effekten Robert Dhery         | Stig Ossian Ericson | Odéonteatern |